# 니시카즈미역
니시카즈미역(일본어: 西加積駅)은 일본 도야마현 나메리카와시에 위치한 도야마 지방 철도 본선의 철도역이다. 단선 승강장 1면 1선의 구조를 갖춘 지상역이다.

## 역 주변
- 나메리카와 시립 세이부 소학교

## 역사
- 1913년 6월 25일 : 다테야마 게이벤 철도의 우메자와역으로서 개업.
- 1917년 6월 25일 : 사명 변경에 의해 다테야마 철도의 역이 됨.
- 1921년 2월 20일 : 우메자와 역을 니시카즈미역으로 개칭.
- 1931년 3월 20일 : 회사 합병에 의해 도야마 전기 철도의 역이 됨.
- 1943년 1월 1일 : 회사 합병에 의해 도야마 지방 철도 본선의 역이 됨.

## 인접 역
| 도야마 지방 철도 본선        | 도야마 지방 철도 본선 | 도야마 지방 철도 본선            |
| ---------------------------- | --------------------- | -------------------------------- |
| 나카카즈미 덴테쓰토야마 방면 | ■ 본선                | 니시나메리카와 우나즈키온센 방면 |